# Tilman Struve
Tilman Struve (* 5. April 1938 in Dresden; † 14. Dezember 2014 in Düsseldorf) war ein deutscher Historiker.

Der Sohn eines Kaufmanns wurde 1968/70 an der Universität Tübingen mit einer von Heinz Löwe betreuten Arbeit über Lampert von Hersfeld promoviert. Von 1969 bis 1978 war er wissenschaftlicher Assistent. Er habilitierte sich 1976 in Stuttgart mit der Arbeit Die Entwicklung der organologischen Staatsauffassung im Mittelalter. 1982 wurde er außerplanmäßiger Professor in Stuttgart. Struve hatte Lehrstuhlvertretungen an der Universität Mainz (1982) und der Universität Tübingen (1983/84). 1984 wurde er ordentlicher Professor für mittelalterliche Geschichte an der Universität Wuppertal. Von 1995 bis zu seiner Emeritierung 2003 lehrte er als Nachfolger von Odilo Engels als Professor für Geschichte des Mittelalters mit dem Schwerpunkt frühes und hohes Mittelalter an der Universität zu Köln. Seine Nachfolge in Köln trat Klaus Zechiel-Eckes im Wintersemester 2003/04 an. Struve war Mitglied der deutschen Kommission für die Bearbeitung der Regesta Imperii.
Seine Hauptarbeitsschwerpunkte waren die politische Theorie des Mittelalters und die Salierzeit. In seiner Dissertation über Lampert von Hersfeld konnte er die Eigenarten des in der Forschung lange umstrittenen Werkes aufhellen. Dem konservativen Lampert ging es mit seinem Geschichtswerk um die Erhaltung der alten, christlich-monastischen und politischen Werte, die er in der Regierungszeit Heinrichs IV. unterbrochen und mit der Wahl des Gegenkönigs Rudolf von Rheinfelden 1077 wiederhergestellt sah. In seiner Habilitationsschrift verfolgte Struve die Geschichte der Körpermetapher in staatsphilosophischen Schriften, Fürstenspiegeln und Publizistik von der Antike bis in das Spätmittelalter.
Struve gehörte zu den besten Kennern der Zeit Heinrichs IV. Zusammen mit Heinz Löwe hat er die Regesten Heinrichs IV. erarbeitet und war deren langjähriger Projektleiter. Die erste Lieferung, die die Zeit von 1056 bis 1065 behandelt, erschien 1984. Struves Forschungen aus den 1980er Jahren über die Kaiserin Agnes von Poitou, die Mutter Heinrichs IV. und Witwe Heinrichs III., führten zu einer positiveren Bewertung ihrer Regentschaft als in der älteren Geschichtsschreibung. Struves Arbeiten machen deutlich, dass Agnes sich planvoll aus der Reichsregierung zurückzog. Im Herbst 2006 veranstaltete Struve anlässlich des 900. Todestages Heinrichs IV. eine Tagung in Köln über „Die Salier, das Reich und der Niederrhein“. Der Tagungsband über allgemeine und regionale Aspekte der Salierzeit wurde 2008 veröffentlicht. 2010 gab er zusammen mit Gerhard Lubich und Dirk Jäckel die bis 1075 reichende zweite Lieferung der Regesten heraus.
Zwölf Aufsätze Struves aus den Jahren 1973 bis 2003 zur politischen Theorie des Hoch- und Spätmittelalters wurden 2004 erneut veröffentlicht. Thematisch handeln die Beiträge unter anderem von der Bedeutung und Funktion des Organismusvergleichs für den Reichsbegriff, der Rezeption aristotelischer und römischer Staatstheorien, der Stellung des Königtums in der politischen Theorie der Salierzeit bis hin zur spätmittelalterliche Reichsreform. Zwölf seiner Beiträge über Heinrich IV. aus den Jahren 1982 bis 2002 wurden im Jahr 2006 erneut veröffentlicht.

## Schriften (Auswahl)
Monographien
- Die Entwicklung der organologischen Staatsauffassung im Mittelalter (= Monographien zur Geschichte des Mittelalters. Band 16). Hiersemann, Stuttgart 1978, ISBN 3-7772-7805-X.
- Die Regesten des Kaiserreiches unter Heinrich IV. 1056 (1050)–1106. 1. Lieferung: 1056 (1050)–1065. Böhlau, Köln u. a. 1984, ISBN 3-412-07083-1 (= Regesta Imperii, III, 2).
- Die Salier und das römische Recht. Ansätze zur Entwicklung einer säkularen Herrschaftstheorie in der Zeit des Investiturstreits. Steiner, Stuttgart 1998, ISBN 3-515-07533-X.

Herausgeberschaften
- Die Salier, das Reich und der Niederrhein. Böhlau, Köln u. a. 2008, ISBN 978-3-412-20201-9.
- mit Heinz Löwe: Religiosität und Bildung im frühen Mittelalter. Ausgewählte Aufsätze. Böhlau, Weimar 1994, ISBN 3-7400-0920-9.

Aufsatzsammlungen
- Staat und Gesellschaft im Mittelalter. Ausgewählte Aufsätze (= Historische Forschungen. Band 80). Duncker & Humblot, Berlin 2004, ISBN 3-428-11095-1.
- Salierzeit im Wandel. Zur Geschichte Heinrichs IV. und des Investiturstreites. Böhlau, Köln 2006, ISBN 3-412-08206-6.